# 고모리 미카
코모리 미카(일본어: 小森 美果, 1994년 7월 19일 ~ )는 일본 여성 아이돌 그룹 전 AKB48 팀B의 멤버이다.
유학을 위해서 졸업했다.

## 드라마
- TV 도쿄 드라마 24 마지스카 학원 (2010년 1월 8일 ~ 3월 26일) ... 무쿠치 역
- TV 도쿄 드라마 24 마지스카 학원 2 (2011년 4월 15일 ~ 7월 1일) ... 무쿠치 역